# 大树乡 (东乡族自治县)
大树乡，是中华人民共和国甘肃省临夏回族自治州东乡族自治县下辖的一个乡镇级行政单位。

## 行政区划
大树乡下辖以下地区：
大树村、米家村、红泉村、郑家村、关卜村、南阳洼村、乔鲁村、杨家村、黄家村和塔拉务村。